# Gà Phượng hoàng
Gà Phượng hoàng hay còn gọi là gà Phượng hoàng đuôi dài hay còn gọi là gà Phượng hoàng vàng là một giống gà đuôi dài của Đức được lai tạo từ giống gà Onagadori của Nhật và các giống gà phương Tây khác mà hình thành nên. Người có công lai tạo là ông Hugo du Roi vị chủ tịch đầu tiên của Hiệp hội gia cầm Tây Đức. Gà Phoenix ban đầu được tạo ra thông qua chăn nuôi chọn lọc của Onagadori. Gà Phoenix đã được chính thức công nhận của Hiệp hội gia cầm người Mỹ (APA) năm 1974. Chúng đã được công nhận là một giống thuần chủng như những giống gà khác. 

## Lịch sử
Thời kỳ đầu của giống gà đuôi dài phoenix hay còn gọi là yokohama ở châu Âu. Ở Anh, phoenix đôi khi bị nhầm với yokohama, tất cả gà đuôi dài Nhật Bản lớn bé đều là yokohama, yokohama bantam màu điều (black/red) lại được ghi chú là "phoenix chuối lửa" (golden ducwing), yokohama và phoenix tương đối phổ biến ở Anh" – gà "vai đỏ" được gán tên yokohama và gà có màu gà chọi được gán tên phoenix. Người tạo ra giống gà này đã ủng hộ tên "phoenix" vì đó là loài chim huyền thoại và nổi tiếng. Nỗ lực lai tạo của ông đã tạo dựng nền tảng cho giống gà đuôi dài ở lục địa châu Âu. 

## Đặc điểm
là loài gà có bộ lông đuôi dài nhất, gà Phượng hoàng vàng có nguồn gốc từ phương Đông. Phượng hoàng vàng có bộ lông đuôi được coi là quá khổ so với thân hình, chúng có thể dài đến 6m, trong khi một bộ tóc dài của chúng ta chi có 1,5 m. Phượng hoàng vàng được coi là một giống gà đẹp trên thế giới. Chúng có gốc Nhật nhưng được nuôi và phát triển ở châu Âu. Cỡ bantam nặng 0,8 kg, cỡ tiêu chuẩn nặng 1.8 kg. Đây là một giống gà kiểng đẹp, gần đây đã du nhập về Việt Nam. Phân biệt ở cái đuôi khá dài và màu sắc đẹp mắt.
Một số cá thể có màu chuối bạc (silver duckwing) và chuối lửa là những màu lông duy nhất, màu vàng là màu chân duy nhất, và rằng mồng trích (pea) là lỗi. Trên thực tế, chân có thể vàng, lục hay lam nhạt (màu vàng chỉ xuất hiện ở những con lông mã đỏ), và mồng có thể là mồng lá, mồng trích hay mồng dâu (walnut). (Tai có thể trắng hay đỏ, màu đỏ chỉ xuất hiện ở những con lông mã đỏ - theo tiêu chuẩn mới. Giống gà này không có những tiêu chuẩn cụ thể để được xem như là một giống gà đặc trưng hay riêng biệt. Giống gà phoenix hay đôi khi còn được gọi là gà đuôi dài Nhật Bản, lại thường có mồng lá.
Gien lông đuôi dài "gt", vốn phát xuất từ gien không thay lông (non-moulting) của giống gà onagadori, được duy trì qua mấy chục năm trời lai tạo. Gien không thay lông "nm" bị mất sau thời thế chiến, nhưng điều may mắn tuyệt diệu là giống gà đã không bị tuyệt chủng. Màu của con gà trống điều trông đậm hơn so với yêu cầu của trọng tài trong các cuộc triển lãm ở lục địa châu Âu ngày nay. Con gà chuối ở dưới thể hiện lông cổ không có vạch đen ở chính giữa, một đặc điểm của giống gà onagadori ngày nay. Hầu hết gà phoenix ở châu Âu đều có vạch giữa.